# Błotnica Górna
Błotnica Górna (1945-50 Płocienice Górne, niem. Ober-Plottnitz) – nazwa niestandaryzowana, część wsi Błotnica, w województwie dolnośląskim, powiecie ząbkowickim, w gminie Złoty Stok.
Znajduje przy drodze krajowej nr 46, na wschód i bezpośrednio przed Złotym Stokiem. Przez miejscowość przebiega Główny Szlak Sudecki im. Mieczysława Orłowicza.
W Błotnicy Górnej są 3 budynki mieszkalne, w tym jeden stanowi Leśnictwo Złoty Stok, o adresie Błotnica 52.

## Nazwa
W XVIII wieku wieś Błotnica została podzielona na Górną (Ober Plottnitz) i Dolną (Nieder Plottnitz).Po II wojnie światowej miejscowość zyskała przejściową nazwę Płocienice Górne, zmienioną w 1950 na Błotnica Górna.

## Historia
Przysiółek istnieje od XVIII wieku, wtedy nastąpił podział Błotnicy. O podziale wsi Błotnica na Górną i Dolną wiadomo już w 1743 roku. W XIX w. wybudowana została manufaktura porcelany na granicy ze Złotym Stokiem. W latach 30 XX wieku w miejscowości działało leśnictwo oraz placówka niemieckiej straży granicznej. 

## Szlaki turystyczne
- – Główny Szlak Sudecki im. Mieczysława Orłowicza
- – Złoty Stok – Javorník